# 聖安德烈教堂 (希爾德斯海姆)

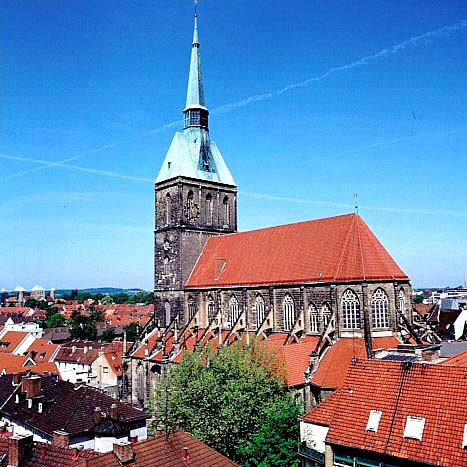
希尔德斯海姆圣安德烈教堂

聖安德烈教堂（德語：St. Andreas）是位於德國城市希爾德斯海姆的一座路德宗的教堂。教堂的尖塔高114.5米，是下薩克森州高度最高的教堂尖塔。尖塔可進入內部（有364級階梯），到達尖塔頂部後可看到整個城市和附近地區的風景。

## 外部連結
维基共享资源上的相關多媒體資源：聖安德烈教堂
- （德文） St.-Andreas-Gemeinde Hildesheim （页面存档备份，存于） Official website of the parish